# R. Crumb & His Cheap Suit Serenaders
R. Crumb and his Cheap Suit Serenaders son una banda estadounidense de instrumentos de cuerda de estilo retro. El grupo toca canciones de la década de 1920 al estilo de entonces: música antigua, ragtime, estándares de jazz "perennes", swing occidental, country blues, hawaiano, hokum, vodevil y antiguos números de medicina rural. El dibujante "underground" Robert Crumb fue el líder de la banda y el artista de las portadas de los álbumes. Otros miembros de la banda fueron el dibujante Robert Armstrong y el cineasta Terry Zwigoff (quien dirigió el documental Crumb de 1995).

## Historia
Crumb y Armstrong, que se conocían del mundillo de los cómics "underground", se dieron cuenta de que ambos disfrutaban escuchando y tocando música de las décadas de 1920 y 1930. Al unírseles un antiguo amigo de Armstrong, Al Dodge, el trío comenzó a tocar por pura diversión. En un viaje posterior por Milwaukee, el grupo se reunió con el editor independiente Denis Kitchen, quien les ofreció la oportunidad de grabar un disco de 78 rpm con el nombre de R. Crumb and his Keep on Trucking Orchestra (una referencia a la famosa tira cómica Keep on Truckin' de Crumb), que en sí misma era un riff de la canción de Blind Boy Fuller "Truckin 'My Blues Away").
El disco a 78 rpm llamó la atención de Blue Goose Records, que se ofreció a producir y lanzar un LP de la banda, que había cambiado su nombre a Cheap Suit Serenaders después de "comprar trajes apresuradamente en el Ejército de Salvación para cumplir con el código de vestimenta mínimo requerido para la banda en una elegante boda". R. Crumb and his Cheap Suit Serenaders lanzaron su primer álbum en 1974.
Con el tiempo, el trío agregó a Dan Wheetman (más tarde integrado en la banda Marley's Ghost), Terry Zwigoff para tocar el violonchelo y Tom Marion con la guitarra y la mandolina. En 1978, Tony Marcus reemplazó a Marion. También en 1978, el guitarrista Bob Brozman entró en el tercer álbum de la banda.
A mediados de la década de 1980, el grupo tocó menos en vivo porque Armstrong y Crumb se habían mudado fuera del Área de la Bahía de San Francisco; y a mediados de la década de 1990, Crumb se había trasladado a Francia.
A partir del 2006, Robert Crumb dejó de estar directamente involucrado con el grupo. La banda en ese momento incluía a Robert Armstrong (voz, sierra musical, guitarra), Bob Brozman (voz, varios instrumentos con resonador, guitarra, ukelele), Al (Allan) Dodge (voz, mandolina ), Terry Zwigoff (sierra, violonchelo, violinofón y mandolina) y Tony Marcus (voz, guitarra y violín).
Brozman murió en 2013. A partir de 2017, los otros miembros del grupo han seguido tocando anualmente en Freight and Salvage, una sala de conciertos orientada al folk en Berkeley, California.

## Discografía
Los álbumes de 33⅓ rpm de la banda, todos grabados en la década de 1970 en el sello Blue Goose Records, se titulaban:
- R. Crumb and his Cheap Suit Serenaders (1974)
- R. Crumb and his Cheap Suit Serenaders No. 2 (1976)
- R. Crumb and his Cheap Suit Serenaders No. 3 (1978).

Los dos últimos fueron reeditados en el sello Shanachie Records en 1993, como Chasin' Rainbows y Singing In the Bathtub respectivamente.
Como novedad, la banda publicó una serie de sencillos de 10 pulgadas y 78 rpm para Blue Goose, mucho después de que el formato quedara obsoleto. El más conocido es probablemente R. Crumb and his Cheap Suit Serenaders' Party Record (1980), con el título de doble sentido "My Girl's Pussy" en el lado "A" y "Christopher Columbus" (clasificado X) en la cara "B".
El LP de debut homónimo de la banda está actualmente agotado, aunque las canciones "Get a Load of This" y "Cheap Suit Special" fueron relanzadas en el CD R. Crumb Music Sampler, que se incluyó con The R. Crumb Manual (Publicaciones MQ, 2005).

## En la cultura popular
- Se hace referencia a la banda en la película Ghost World de 2001, dirigida por Zwigoff. Enid le pregunta a Seymour sobre el segundo álbum de la banda, Chasin' Rainbows, y Seymour responde: "No, ese no es tan bueno".[2]

- Las canciones de Cheap Suit Serenaders "Chasin' Rainbows" y "Hula Medley" se incluyeron en American Splendor (banda sonora original de la película), lanzada por New Line Records en 2003.[3] American Splendor se basa en los escritos de Harvey Pekar, con quien Crumb colaboró muchas veces.

- La versión de Cheap Suit Serenaders de "My Girl's Pussy" se utiliza como tema de apertura de la serie de comedia de televisión australiana Laid, que se estrenó en 2011.